# Valeriana tripteris
Valeriana tripteris L. es una herbácea perteneciente a la antigua familia Valerianaceae, ahora subfamilia Valerianoideae.

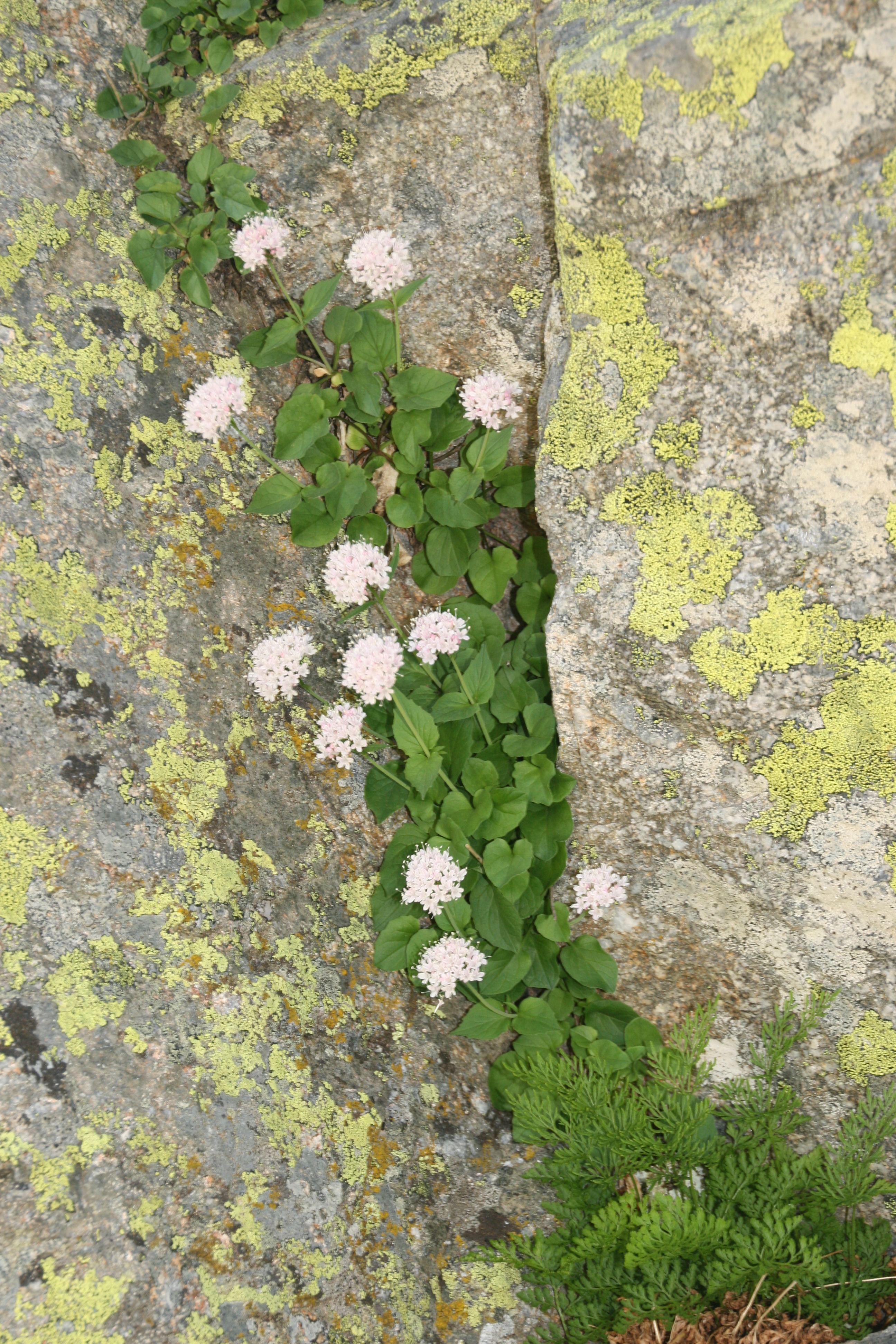
Vista de la planta en su hábitat

## Descripción
Hierba vivaz a través de rizomas. Tallos floríferos de hasta 30 o 60 cm de alto, pelosos en los nudos. Hojas basales simples, ovadas, acorazonadas, crenadas o ligeramente dentadas; las medias y las superiores divididas en 3 lóbulos o compuestas de 3 hojuelas, con el lóbulo terminal ovado o lanceolado. Las hojas son claramente cordiforme. Las flores son de color blanco a rosa pálido dispuestas en cimas corimbiformes; corola tubular, rematada en (3-)5 lóbulos, con el tubo de 2-4 mm de longitud; ovario situado por debajo del resto de las piezas florales. Fruto seco, indehiscente. Su época de floración es de primavera a  verano.

## Hábitat
Es una planta que prefiere los lugares húmedos, a la sombra en acantilados, o entre cantos rodados en los bosques montanos subalpinos de altitud.  

## Distribución
La planta se encuentra en Austria en Burgenland y Viena. En España en montañas como la Sierra de Gredos.

## Taxonomía
Valeriana tripteris fue descrita por Carlos Linneo y publicado en Sp. Pl. 32 1753.
Citología
Número de cromosomas de Valeriana tripteris (Fam. Valerianaceae) y táxones infraespecíficos:  2n=32
Etimología
Valeriana: nombre genérico derivado del latín medieval ya sea en referencia a los nombres de Valerio (que era un nombre bastante común en Roma, Publio Valerio Publícola es el nombre de un cónsul en los primeros años de la República), o a la provincia de Valeria, una provincia del imperio romano,  o con la palabra valere, "para estar sano y fuerte" de su uso en la medicina popular para el tratamiento del nerviosismo y la histeria.
tripteris: epíteto latino 

## Nombre común
- Castellano: valeriana, valeriana trisecta.[5]